# جایزه بزرگ سوئد ۱۹۷۸
جایزه بزرگ سوئد ۱۹۷۸ (انگلیسی: ‎1978 Swedish Grand Prix‎)، که به‌طور رسمی با نام نهمین جایزه بزرگ سوئد شناخته می‌شود، یک مسابقهٔ موتوری در رشتهٔ اتومبیل‌رانی فرمول یک بود که در تاریخ ۱۷ ژوئن ۱۹۷۸ در پیست مسابقه اسکاندیناوین واقع در اندرستورپ، سوئد برگزار شد. این گراند پری در میان ۱۶ گراند پری در فصل ۱۹۷۸، مسابقهٔ شمارهٔ ۸ بود.
در این مسابقه که در ۷۰ دور و به مسافت ۲۸۲٫۱۷۰ کیلومتر (۱۷۵٫۳۳۲ مایل) برگزار شد، پول پوزیشن توسط ماریو اندرتی کسب شد و سریع‌ترین زمان برای طی یک دور پیست که برابر با ۱:۲۴٫۸۳۶ بود نیز توسط نیکی لائودا به ثبت رسید.
نیکی لائودا از تیم برابام-آلفا رومئو، ریکاردو پاتریس از تیم اروز-فورد و رونی پیترسن از تیم لوتوس-فورد به‌ترتیب مقام‌های اول تا سوم مسابقه را کسب کردند.

## رده‌بندی قهرمانی پس از مسابقه
| جایگاه | راننده        | امتیاز |
| ------ | ------------- | ------ |
| ۱      | ماریو اندرتی  | ۳۶     |
| ۲      | رونی پیترسن   | ۳۰     |
| ۳      | نیکی لائودا   | ۲۵     |
| ۴      | پاتریک دیپلر  | ۲۳     |
| ۵      | کارلوس روتمان | ۲۲     |
| منبع:  |               |        |

| جایگاه | سازنده            | امتیاز |
| ------ | ----------------- | ------ |
| ۱      | لوتوس-فورد        | ۴۹     |
| ۲      | برابام-آلفا رومئو | ۳۱     |
| ۳      | تایرل-فورد        | ۲۵     |
| ۴      | فراری             | ۲۲     |
| ۵      | لیجیه-ماترا       | ۱۰     |
| منبع:  |                   |        |

یادداشت
- تنها پنج جایگاه نخست از هر رده‌بندی نمایش داده شده است.